# Apsenterotermes
Apsenterotermes es un género de termitas isópteras perteneciente a la familia Termitidae que tiene las siguientes especies:
1. Apsenterotermes aspersus
2. Apsenterotermes declinatus
3. Apsenterotermes improcerus
4. Apsenterotermes iridipennis
5. Apsenterotermes stenopronos